# Поведа, Альфредо
Альфредо Эрнесто Поведа Бурбано (исп. Alfredo Ernesto Poveda Burbano; 24 января 1926, Амбато, провинция Тунгурауа, Эквадор — 7 июня 1990, Майами, Флорида, США) — военный, политический, дипломатический и государственный деятель Эквадора, временный президент Эквадора в составе Верховного правительственного совета (1976—1979). Профессиональный военный, адмирал Военно-морских сил Эквадора.

## Биография
Выпускник военно-морского училища Эквадора. Прошёл серьёзную военную подготовку в Соединенных Штатах и в составе коммандос вооруженных сил Аргентины и Бразилии. Обучался в военно-морских академиях Эквадора и Аргентины, Королевском военно-морском училище в Плимуте (Великобритания).
За свою военную карьеру занимал различные должности, в том числе: был командиром батальона морской пехоты, инструктором военно-морского училища, заместителем командира арсенала ВМФ, начальником отдела материально-технического снабжения, командиром Первой морской зоны, начальником штаба военно-морского флота и командующим Военно-морских сил Эквадора.
Кроме того, был дипломатом: работал военным атташе посольства Эквадора в Испании, в посольствах в Германии, Франции и Великобритании.
В 1973—1975 годах занимал пост министра внутренних дел, в 1975—1979 годах — главнокомандующий вооруженными силами Эквадора.
В 1976 году пришёл к власти в результате военного переворота и был назначен председателем Верховного правительственного совета, после чего вступил в должность главы хунты, правящей Эквадором (11 января 1976 — 10 августа 1979). Привёл страну к возврату к демократии. Возобновил переговоры с иностранными компаниями, пострадавшими в результате национализации при предыдущем режиме Родригеса Лары, провёл конституционный референдум в январе 1978 года и 2 тура президентских выборов 16 июля 1978 года и 29 апреля 1979 года. После победы на президентских выборах в 1979 году Ха́йме Рольдо́са Агиле́ры, А. Поведа передал ему власть в стране.
После возвращения страны к демократической системе адмирал Поведа отошёл от политической и общественной жизни и поселился в Гуаякиле, Эквадор. Возвращаясь после конференции в России на родину, умер от инфаркта миокарда во время остановки в Майами, штат Флорида.